# 蘇桑·凱沙瓦茨
蘇桑·凱沙瓦茨（英語：Sousan Keshavarz）是伊朗總統馬哈茂德·艾哈邁迪內賈德在2009年委任為教育部部長的候選人，對她的委任在2009年9月3日舉行的議會會議裡以49票支持、209票反對及28票棄權被否決。

## 職業
凱沙瓦茨曾任教育部副部長，為期一年。

## 內閣提名
凱沙瓦茨被指缺乏經驗，議會轄下教育委員會成員阿薩多拉·阿巴西稱艾哈邁迪內賈德的提名「顯示他對教育事務毫無認識」。不過另一位議員阿拉丁·波洛傑迪卻支持凱沙瓦茨，他指出女性佔國家總人口的50%，大學女學生的比重更佔60%，他認為委任凱沙瓦茨進入內閣是一個變革。
在2009年8月，她向議會陳述施政綱領，使她成為了自1970年代以來首位向議會演說的女內閣提名人。

## 註腳
1. ↑  . BBC. 03-09-2009  [June 24, 2011]. （原始内容存档于2013-03-07） （波斯语）.
2. 1 2  Salman Ansari Javid. . Tehran Times. 2009-08-24  [June 24, 2011]. （原始内容存档于2016-03-03） （英语）.
3. ↑  . Jerusalem Post. 2009-08-31  [June 24, 2011] （英语）.[永久]